# أنطونيو بانكس
أنطونيو بانكس (بالإنجليزية: Antonio Banks)‏ هو لاعب كرة القدم الكندية أمريكي، ولد في 12 مارس 1973 في إيفور في الولايات المتحدة.

## وصلات خارجية
- أنطونيو بانكس على موقع مرجع كرة القدم المحترفة.كوم (الإنجليزية)